# Geometry Wars
Geometry Wars är en serie spel utvecklade av Bizarre Creations. Spelet följde ursprungligen med som en bonus i spelet Project Gotham Racing 2 men finns även att ladda ner via Xbox Live Arcade till Xbox 360 och heter då Geometry Wars: Retro Evolved. Två nya versioner av spelet är även annonserade under namnet Geometry Wars: Galaxies till Nintendo DS och Wii.

## Geometry Wars
Geometry Wars är titeln på originalspelet utvecklat för Xbox. Spelet följde ursprungligen med som en bonus i spelet Project Gotham Racing 2.
Spelaren är ett litet "skepp" som ska styras runt på spelplanen och undvika att komma i kontakt med fiende-figurerna som åker omkring. Spelaren ska med hjälp av skeppet skjuta fiende-figurerna för att få så hög poängsumma som möjligt. Det finns olika typer av fiender, vars svårighetsgrad ökar ju längre man kommer i spelet. Spelaren kan även släppa en "bomb" som tar bort alla fiender på spelplanen. Dessa bomber finns dock bara i begränsat antal, och man får inga poäng för fienderna de tar bort, så de är endast tänkta som en nödlösning. Spelaren kan även få diverse "power-ups", som bättre skott, fler liv och bomber med mera.

## Geometry Wars: Retro Evolved
Geometry Wars: Retro Evolved är uppföljaren till Geometry Wars. Det laddas ner via Xbox Live Arcade och spelas på en Xbox 360 eller en PC.

## Geometry Wars: Waves
Geometry Wars: Waves är ett minispel som ingår i Project Gotham Racing 4.

## Geometry Wars: Galaxies
Geometry Wars: Galaxies släpptes till Nintendo Wii och Nintendo DS i november 2007. Wii-versionen var det första spelet till Nintendo Wii som kan överföra spel från en Wii-konsol till en Nintendo DS.
Spelet är utvecklat av Bizarre Creations och Kuji Entertainment samt publicerat av Sierra Entertainment.
Geometry Wars: Galaxies är ett rymdspel där spelaren ser händelseförloppet ovanifrån. Spelaren styr ett rymdskepp, vars mål är att skjuta sönder fientliga rymdskepp och få så höga poäng som möjligt.